# 若い東京の屋根の下
「若い東京の屋根の下」（わかいとうきょうのやねのした）は、1963年4月20日に ビクターより発売された橋幸夫の34枚目のシングル（モノラルVS-991/ステレオSVS-30）で、「いつでも夢を」につづく吉永小百合とのデュエット曲である。
吉永小百合、浜田光夫主演の映画「若い東京の屋根の下」の主題歌となっている（後述）

## 概要
- 橋は、前年9月20日に発売した吉永小百合のデュエット曲「いつでも夢を」（VS807）で、第4回日本レコード大賞を受賞した。売上げはその後も好調で、本年春には100万を突破している（現在までの売り上げ累計は250万枚）[2]。「夢のコンビ」といわれ[3]、デュエット2作目として本楽曲が制作された。作詞佐伯孝夫は作曲吉田正で、「いつでも夢を」と同じく橋の両恩師による楽曲である。
- 佐伯は「東京の屋根の下」という曲を、昭和23年に作詞しており、服部良一作曲、灰田勝彦歌唱[4]でヒットしたが、本作は作曲者は吉田正に変わったものの、その続編、昭和38年版といえるもの。
- 本楽曲はモノラル盤ステレオ盤の2種類が同時併売された。ジャケットデザインは同一であるが、規格番号が異なること、LIVING STEREOの表示がある。モノラル盤が290円であるのに対し、ステレオ盤は330円であったこともあり、流通は少ない。
- 歌詞について小野善太郎は、「東京オリンピック以前の古き良き東京のムードが溢れていて、ドキュメント的な良さがでている」としている[5]。
- 橋は、本楽曲について「音域が広いから、小百合ちゃんにはちょっとつらかったかもしれません」と回想している[5]。

- c/wは「夜のブルース」で、これも佐伯作詞、吉田作曲である。

## 収録曲
1. 若い東京の屋根の下
作詞： 佐伯孝夫、作・編曲：吉田正
2. 夜のブルース
作詞： 佐伯孝夫、作・編曲：吉田正

## 収録アルバム
- 橋幸夫
『橋幸夫　ザ・ベスト』（2012年7月25日） VICL-63901
『＜TWIN BEST＞』（1998年11月6日）VICL-41033～4
『＜BEST ONE＞』（1996年10月23日）VICL-816  ......その他
- 吉永小百合
『吉永小百合よみがえる歌声　～この道は長いけど　歩きながらゆこう～』（2011年11月23日）VICL-63822
『吉永小百合　ザ・ベスト』（2013年11月20日）VICL-41320

## 映画
- この曲のヒットで、後に吉永小百合、浜田光夫主演の映画「若い東京の屋根の下」（日活）が制作され主題歌となった。映画には橋も出演予定だったが、金沢公演での暴漢襲撃負傷事件で入院もあり、橋のスケジュールの都合がつかず、日活側の再三の要請にもかかわらず見送られた[6]。
- 映画は、1963年7月14日に公開となっている。上映時間は90分。カラー。日活スコープ。
- 歌謡映画ながら珍しく原作が有り、源氏鶏太の『緑に匂う花』が原作となっている。

## あらすじ
19歳の桑野蕗子は停年退職間近の父、専業主婦の母、高校生の弟の4人で大田区久が原にある二階建ての家に住んでいる。父は企業の経理畑の人物で、再就職先を探しているが、なかなか上手くいかない。
父親の退職後の両親の生活費の相談で、蕗子は既に家を出ている兄姉たちの家を訪問する。長兄・太郎は資産目当ての結婚をしており、小学生の息子が1人いるが、夫婦間に愛情は無い。長男ということで、他の兄弟より多い額を毎月出すことに太郎は同意するが、太郎の勝気な妻・達枝は、それはおかしいと言い、他の兄弟と同額にするように主張する。太郎は達枝のいないところで、差額は自分の小遣いから補填すると蕗子に言う。また、結婚して放送作家をしている次兄の次郎からは「後輩の大学生を下宿させてやってくれ」と頼まれる。
その後、蕗子が自転車を飛ばしていると、四つ角で引っ越し中と思われる若者のリヤカーと出合い頭に衝突して口論となる。蕗子が帰宅すると、次兄紹介の下宿人は既に到着していて、それが先ほど衝突した学生・三上良平と知り驚く。良平は蕗子が使っていた部屋を使用することから、蕗子は弟・四郎と相部屋になり、これまた面白くない。蕗子は、良平の部屋と自分と四郎の部屋を仕切る襖に「締切」と大書した紙を貼る。
良平は蕗子の父母に気に入られ、四郎も良平のことを慕うようになる。冬山で死んだ蕗子の三兄・三郎が使っていた浴衣を良平が着ると、蕗子の父母は「三郎が帰って来たようだ・・・」と言う。
近所のクリーニング屋の息子で浪人中の金谷幸吉は蕗子の幼馴染で、蕗子のことが好きなことから、良平が蕗子の家に下宿していることに気が気でない。良平と幸吉はことある毎に対立する。或る休日、幸吉が店の車を使い、蕗子、四郎、良平の4人で芦ノ湖にドライブに行く。そこで一行は、友人と遊びに来ていた、良平の早稲田大学の同級生で大手電機メーカー重役の娘・渡瀬和代と出会う。
蕗子と幸吉は他の友人達と共に、高校時代の恩師・青山が入院している病院に見舞いに行く。帰り際、院内で蕗子は太郎を見かけ、後日、太郎に理由を尋ねると、太郎が結婚する前に交際していた女性を見舞いに行ったのだと太郎は明かす。
蕗子はガラス工場に事務員として勤務しており、同じ部署の先輩・野沢康治も蕗子のことを狙っている。野沢は職場の野球部の投手で、アルバイト先の野球部に駆り出された良平と偶然、対戦することになり、良平は野沢から長打を放つ。観戦している蕗子は、本来ならば自社の投手が打たれたのでがっかりすべきなのだが、良平のことが気になっている蕗子は思わず大喜びしてしまい、同僚から顰蹙を買う。職場仲間での会食の後、野沢は蕗子を家まで送る途中、無理矢理接吻しようとするが、後をつけて来ていた幸吉が割って入り、野沢は退散する。
良平が風邪で熱を出したところ、渡瀬和代が花を持って見舞いに来る。和代の優雅で洗練された立ち居振る舞いに蕗子の母は感心する。その時、良平が蕗子の父の再就職の相談を和代に対してしたところ、和代の父の差配により再就職先は意外なほどあっさりと決まり、蕗子は嫉妬で不機嫌になり「余計なことをして！」と言う。
喧嘩ばかりの蕗子と良平だったが、実は好き合うようになっており、終盤で、蕗子は良平のことが好きだと家の中で告白する。それは、父母や四郎にも聞こえてしまっている。
最後は、幸吉の車で、蕗子、良平、他の友人1人で、退院する青山先生を迎えに行き、出来たばかりでまだ車が殆ど走っていない首都高速道路を走るシーンで映画は終わりとなる。

### スタッフ
- 企画 - 児井英生
- 原作 - 源氏鶏太（『緑に匂う花』）
- 脚本 - 才賀明
- 監督 - 斎藤武市
- 撮影 - 横山実
- 美術 - 坂口武玄
- 音楽 - 大森盛太郎
- 録音 - 橋本文雄
- 照明 - 高橋正博
- 編集 - 近藤光雄
- スチール - 目黒祐司

### 出演者
- 桑野蕗子（BG） - 吉永小百合
- 三上良平（桑野家の下宿人、早稲田大学の学生） - 浜田光夫
- 金谷幸吉（蕗子の幼馴染、浪人中、クリーニング店の跡継ぎ） - 山内賢
- 桑野謙太郎（蕗子の父） - 伊藤雄之助
- 桑野ふみ（蕗子の母） - 三宅邦子
- 桑野四郎（蕗子の弟） - 太田博之
- 桑野太郎（蕗子の長兄） - 下元勉
- 桑野達枝（太郎の妻） - 山岡久乃
- 北村律子（蕗子の姉） - 初井言栄
- 北村利夫（律子の夫） - 小沢昭一
- 北村とら（利夫の実母） - 武智豊子
- 桑野次郎（蕗子の次兄） - 近藤宏
- 桑野夏子（次郎の妻） - 朝風みどり
- 渡瀬和子（良平の大学の友人、大手電機会社重役の娘） - 松尾嘉代
- 野沢康治（蕗子の職場の先輩） - 平田大三郎
- 青山先生（蕗子の高校の恩師） - 内藤武敏
- 由子 - 有田双美子
- 金谷米吉（幸吉の父、クリーニング店経営） - 河上信夫
- 不動産の店主 - 光沢でんすけ

### 併映作品
『男の紋章』
- 監督 - 松尾昭典 / 主演 - 高橋英樹